# Viskozita

Simulace dvou látek s rozdílnou viskozitou (horní kapalina – nižší, dolní kapalina – vyšší)

Viskozita (také vazkost) je fyzikální veličina udávající poměr mezi tečným napětím a změnou rychlosti v závislosti na vzdálenosti mezi sousedními vrstvami při proudění skutečné kapaliny. U pevných látek se viskozita projevuje různou deformační odezvou v závislosti na délce trvání působení zatížení (při dlouhodobém zatížení materiál „teče“) – pro viskózní materiály (beton, asfaltový beton) neplatí jednoduchý Hookův zákon a vyskytuje se u nich tzv. dotvarování.
Viskozita je veličina charakterizující vnitřní tření a závisí především na přitažlivých silách mezi částicemi. Kapaliny s větší přitažlivou silou mají větší viskozitu, větší viskozita znamená větší brzdění pohybu kapaliny nebo těles v kapalině.
Pro ideální kapalinu má viskozita nulovou hodnotu (taková kapalina se zařazuje jako další skupenství – tzv. supratekutina). Kapaliny s nenulovou viskozitou se označují jako viskózní (vazké).

## Značení
- Symbol dynamické viskozity: η

Jednotka SI: newton sekunda na metr čtvereční, značka jednotky: N.s·m−2, ekvivalentně též Pascal sekunda, značka Pa·s.
V soustavě CGS je jednotkou dynamické viskozity poise značka P. Běžněji se používá centipoise cP.
1 cP = 10−2 P = 10−3 Pa⋅s = 1 mPa⋅s
- Symbol kinematické viskozity: ν

Jednotka SI: metr čtvereční za sekundu, značka jednotky: m2·s−1 (praktičtější je mm2·s−1, příp. cm2·s−1).
V soustavě CGS byl jednotkou viskozity stokes (zkratka St, podle fyzika George Gabriela Stokese).
1 St = 1 cm2·s−1 = 10−4 m2·s−1
1 cSt = 1 mm2·s−1 = 10−6m2·s−1

## Výpočet
Tečné napětí vnitřního tření je v nejjednodušším případě podle Newtonova zákona přímo úměrné gradientu rychlosti,
{\displaystyle \tau =\eta {\frac {\mathrm {d} v}{\mathrm {d} y}}},
kde {\displaystyle {\frac {\mathrm {d} v}{\mathrm {d} y}}} označuje gradient rychlosti ve směru kolmém na rychlost, {\displaystyle \tau } je tečné napětí a {\displaystyle \eta } se nazývá dynamická viskozita (vazkost).
Převrácená hodnota dynamické viskozity se nazývá tekutost
{\displaystyle \varphi ={\frac {1}{\eta }}}
Podíl dynamické viskozity a hustoty kapaliny se nazývá kinematická viskozita (nebo součinitel kinematické viskozity).
{\displaystyle \nu ={\frac {\eta }{\rho }}}
Uvedený vztah platí pro velkou většinu kapalin (i plynů). Takové tekutiny se nazývají newtonské tekutiny (newtonovské). Dynamická viskozita u nich nezávisí na gradientu rychlosti. Existují však také anomální tekutiny, u nichž je viskozita na gradientu rychlosti závislá. Takové kapaliny se nazývají nenewtonské.

## Viskozita plynů
U plynů lze viskozitu považovat za nezávislou na tlaku plynu (s výjimkou velmi nízkých a velmi vysokých tlaků). Viskozita plynů stoupá s rostoucí teplotou, čímž se odlišuje od viskozity kapalin, u nichž viskozita s rostoucí teplotou klesá.
Pro popis závislosti dynamické viskozity plynů na teplotě lze použít Sutherlandův vzorec
{\displaystyle \eta =A{\frac {\sqrt {T}}{1+{\frac {C}{T}}}}},
kde {\displaystyle T} je absolutní teplota a {\displaystyle A,C} jsou látkové konstanty.

## Vlastnosti
Viskozita klesá s rostoucí teplotou a roste s rostoucím tlakem. Vliv tlaku je však obvykle zanedbatelný.

### Přehled hodnot dynamických viskozit pro různé kapaliny (při 20°C)
| Látka    | Viskozita η [Pa.s] |
| voda     | 0,00102            |
| benzín   | 0,00053            |
| ethanol  | 0,0012             |
| glycerol | 1,48               |

### Kinematická viskozita kapalin při 18°C
| Látka         | Kinematická viskozita υ (m2/s) |
| voda          | 1,06×10−6                      |
| benzen        | 7,65×10−6                      |
| benzín        | 7,65×10−7                      |
| glycerín      | 1,314×10−3                     |
| chloroform    | 3,89×10−6                      |
| nitrobenzen   | 1,72×10−5                      |
| topný olej    | 5,2×10−5                       |
| motorový olej | 9,4×10−5                       |
| rtuť          | 1,16×10−7                      |
| petrolej      | 2,06×10−6                      |

Obecně je minimální viskozita rovna zhruba 10−7 m2/s.

### Závislost hodnot kinematické viskozity vody na teplotě
| Teplota °C | υ (m2/s)   | Teplota °C | υ (m2/s)   |
| 0          | 1,79×10−6  | 30         | 0,801×10−6 |
| 5          | 1,525×10−6 | 40         | 0,66×10−6  |
| 10         | 1,317×10−6 | 50         | 0,52×10−6  |
| 12         | 1,246×10−6 | 60         | 0,48×10−6  |
| 15         | 1,151×10−6 | 70         | 0,42×10−6  |
| 18         | 1,067×10−6 | 80         | 0,37×10−6  |
| 20         | 1,016×10−6 | 100        | 0,29×10−6  |

Závislost kinematické viskozity vody na teplotě lze vyjádřit vztahem:
{\displaystyle \nu ={\frac {1.79\cdot {10^{-6}}}{1+0.0337\cdot {T}+0.000221\cdot {T^{2}}}}}
kde {\displaystyle T} je teplota vody ve °C